# Zelindopsis cornuta
Zelindopsis cornuta är en tvåvingeart som beskrevs av Verbeke 1962. Zelindopsis cornuta ingår i släktet Zelindopsis och familjen parasitflugor.
Artens utbredningsområde är Kongo. Inga underarter finns listade i Catalogue of Life.